# Simon Gustafson
Simon Gustafson (ur. 11 stycznia 1995) – szwedzki piłkarz grający na pozycji środkowego pomocnika. Od 2018 jest zawodnikiem klubu FC Utrecht.

## Kariera klubowa
Swoją karierę piłkarską Gustafson rozpoczął w klubie Fässbergs IF. W 2010 roku awansował do pierwszego zespołu i wtedy też w wieku 15 lat zadebiutował w nim w Division 2 (IV poziom rozgrywek). W latach 2011–2012 grał w Fässbergs IF w Division 3 (V poziom rozgrywek). W 2013 roku przeszedł do pierwszoligowego BK Häcken. Swój debiut w nim zanotował 31 marca 2013 w przegranym 0:3 domowym meczu z IFK Göteborg. W debiutanckim sezonie stał się podstawowym zawodnikiem swojego klubu. W BK Häcken grał do lata 2015.
Latem 2015 roku Gustafson przeszedł do Feyenoordu. Podpisał z nim 4-letni kontrakt, a klub z Rotterdamu zapłacił za niego kwotę 1,5 miliona euro.
| Sezon   | Klub             | Kraj     | Rozgrywki   | Mecze | Bramki |
| ------- | ---------------- | -------- | ----------- | ----- | ------ |
| 2010    | Fässbergs IF     | Szwecja  | Division 2  | ?     | ?      |
| 2011    | Fässbergs IF     | Szwecja  | Division 3  | ?     | ?      |
| 2012    | Fässbergs IF     | Szwecja  | Division 3  | ?     | ?      |
| 2013    | BK Häcken        | Szwecja  | Allsvenskan | 26    | 2      |
| 2014    | BK Häcken        | Szwecja  | Allsvenskan | 28    | 10     |
| 2015    | BK Häcken        | Szwecja  | Allsvenskan | 14    | 2      |
| 2015/16 | Feyenoord        | Holandia | Eredivisie  | 15    | 3      |
| 2016/17 | Feyenoord        | Holandia | Eredivisie  | 2     | 0      |
| 2017/18 | Roda JC Kerkrade | Holandia | Eredivisie  | 33    | 10     |
| 2018/19 | FC Utrecht       | Holandia | Eredivisie  |       |        |

## Kariera reprezentacyjna
W swojej karierze Gustafson występował w młodzieżowych reprezentacjach Szwecji. W 2015 roku wystąpił z reprezentacją Szwecji U-21 na Mistrzostwach Świata U-21. Był podstawowym zawodnikiem swojej drużyny i wywalczył z nią mistrzostwo kontynentu.
W dorosłej reprezentacji Szwecji Gustafson zadebiutował 15 stycznia 2015 w wygranym 2:0 towarzyskim meczu z Wybrzeżem Kości Słoniowej, rozegranym w Abu Zabi. W 74. minucie tego meczu zmienił Ludwiga Augustinssona.